# Victoria (Indiana)
Victoria è una località degli Stati Uniti d'America, nella Contea di Warrick, nello Stato Indiana. Ha lo status di "unincorporated community", dipende quindi direttamente dall'amministrazione della contea.
Il primo insediamento fu un campo pionieri all'inizio del 1700. Negli anni cinquanta del ventesimo secolo, quando miniere di carbone iniziarono a essere scoperte nell'Indiana del Sud, i boschi in questa parte della contea lasciarono il posto ai minatori. Le miniere vennero abbandonate nel 1977, quando il prezzo del carbone cadde e le risorse furono esaurite. Molte case furono così costruite sopra le vecchie miniere, preventivamente allagate. Le case incrementarono il loro valore quando nel 1996 Tom Fazio costruì il Victoria National Golf Club.
Il Victoria National Golf Club è classificato al 21º posto della classifica dei migliori golf club negli Stati Uniti, e detiene la prima posizione in Indiana. È presente l'acqua su 14 buche, in quanto una volta erano una miniera operativa.